# Bavia
Bavia Simon, 1877 è un genere di ragni appartenente alla famiglia Salticidae.

## Caratteristiche
La lunghezza degli esemplari di questo genere varia dai 6 agli 11 centimetri per entrambi i sessi. L'opistosoma è allungato e a punta, ed ha lunghe zampe

## Distribuzione
Le 17 specie oggi note di questo genere sono diffuse principalmente in Asia sudorientale, Australia e Oceania; una sola specie, la B. albolineata è endemica del Madagascar.

## Habitat
Vengono reperiti spesso fra le foglie degli arbusti o fra i rami più bassi degli alberi.

## Tassonomia
A dicembre 2010, si compone di 17 specie:
- Bavia aericeps Simon, 1877[3] — dalla Malesia all'Australia, Isole del Pacifico
- Bavia albolineata Peckham & Peckham, 1885 — Madagascar
- Bavia annamita Simon, 1903 — Vietnam
- Bavia capistrata (C. L. Koch, 1846) — Malesia
- Bavia decorata (Thorell, 1890) — Sumatra
- Bavia fedor Berry, Beatty & Prószynski, 1997 — Isole Caroline
- Bavia gabrieli Barrion, 2000 — Filippine
- Bavia hians (Thorell, 1890) — Sumatra
- Bavia intermedia (Karsch, 1880) — Filippine
- Bavia modesta (Keyserling, 1883) — Queensland
- Bavia papakula Strand, 1911 — Isole Aru
- Bavia planiceps (Karsch, 1880) — Filippine
- Bavia sexpunctata (Doleschall, 1859) — Sumatra, dalle Isole Ryukyu all'Australia
- Bavia smedleyi Reimoser, 1929 — Sumatra
- Bavia sonsorol Berry, Beatty & Prószynski, 1997 — Isole Caroline
- Bavia thorelli Simon, 1901 — Celebes
- Bavia valida (Keyserling, 1882) — Queensland, Isole Gilbert

### Specie trasferite
- Bavia ludicra (Keyserling, 1882); trasferita al genere Sandalodes Keyseling, 1883 con la denominazione provvisoria di Sandalodes ludicrus; a seguito di uno studio dell'aracnologo Zabka del 2000 e contra uno studio dello stesso Zabka del 1991, se n'è accertata la sinonimia con Sandalodes superbus (Karsch, 1878)[2]